# Gaspar de San Agustín
Gaspar de San Agustín (Madrid, 5 de julio de 1651 - Manila, 8 de agosto de 1724) fue un clérigo e historiador español.
Ingresó en la Orden de San Agustín en 1667. Sólo estuvo un mes en el convento de San Felipe el Real de Madrid, enprendiendo enseguida viaje para Filipinas, en el transcurso del cual emitió sus votos. Residió en el convento de San Agustín (Manila) y ejerció distintos cargos en las islas: procurador general, secretario provincial, prior de Lipá, Parañaque, Pásig, Malate, Tondo y Tambobong, visitador provincial y comisario del Santo Oficio (la Inquisición).
Destacó por su dominio de distintas lenguas clásicas y modernas, incluyendo dos de las vernáculas de filipinas: el visaya y el tagalo. Entre sus obras están:
- Conquistas de las Islas Philipinas: La temporal por las armas del Señor Don Phelipe Segundo el Prudente; y la espiritual por los religiosos del Orden de Nuestro Padre San Agustín - Fundación y progressos de su Provincia del Santísimo Nombre de Jesús (1698, reeditado en 1998 con el título Conquistas de las Islas Filipinas 1565-1615)
- Compendio de la arte de la lengua tagala (1703).
- Carta a un amigo suyo dándole cuenta del natural y genio de los Indios de estas islas Filipinas (1720)